# Блупер

Спінакер (праворуч) і блупер (ліворуч)

Блу́пер (від англ. blooper, від to bloop — «клацати на місці склеювання магнітної стрічки, шуміти, ревти в радіоефірі»), шу́тер (shooter), бігбой (Big Boy — «великий хлопець»), підвітряний спінакер — додаткове переднє вітрило, що встановлюється на крейсерсько-перегонових яхтах, відрізняється високо розташованим шкотовим кутом. Крій вітрила — з увігнутою передньою шкаториною і значним пузом. Галсовий кут кріпиться за той же обух, що і стаксель; підійматися на другому спінакер-фалі.
Ставиться разом зі спінакером (з підвітряного боку від нього, через що і дістав назву «підвітряного спінакера»), для врівноваження тяги спінакера і для збільшення швидкості, на курсах бакштаг.